# Abdul-Wached Nijasow
Abdul-Wached Walidowitsch Nijasow  (russisch Абдул-Вахед Валидович Ниязов, wiss. Transliteration: Abdul-Vached Validovič Nijazov; * 23. April 1969 in Omsk) ist Vorsitzender des gesellschaftlichen Flügels des Rats der Muftis in Russland (RMR) und Präsident des Islamischen Kulturzentrums Russlands (IKZR).

## Leben
Nijasow ist tatarischer Herkunft und absolvierte die Fakultät für staatliche Verwaltung und Geschäftsführung an der Russischen Staatlichen Universität für Geisteswissenschaften. Die zweite Hochschulausbildung erlangte er in der Russischen Akademie für Staatsdienst beim Präsidenten der Russischen Föderation.
Seit April 1991 ist er Präsident des Islamischen Kulturzentrums Russlands, des gesellschaftlichen Flügels des Rats der Muftis Russlands. Seit Februar 1994 ist er stellvertretender Vorsitzender des Leitungsausschusses des „Höchsten Koordinationszentrums der geistlichen Verwaltung der Muslime Russlands“ (HKZ GVMR). Seit Mai 1995 ist er Co-Präsident der „Union der Muslime Russlands“ (UMR).
Im Herbst 1998 wurde er zum Vorsitzenden des Rats der allrussländischen politischen gesellschaftlichen Bewegung „Refach“ (Prosperität) gewählt. Die Bewegung unterstützte den Präsidentenwahlkampf von Wladimir Putin.
Am 19. Dezember 1999 ist er im Wahlblock Interregionale Bewegung „Einheit“ („Bär“) zum Abgeordneten der Staatsduma der Föderalen Gemeinschaft der Russischen Föderation der dritten Einberufung gewählt worden. War als Stellvertreter des Vorsitzenden des Komitees der Staatsduma der RF für Regulation und Organisation der Tätigkeit der Staatsduma der Föderalen Gemeinschaft der RF tätig.
Im Mai 2001 wurde er Vorsitzender des Politischen Rats „Eurasische Partei – Union der Patrioten Russlands“ und seit August 2005 ist er Vize-Präsident der Europäischen Islamischen Union. Ab September 2005 wurde er Co-Präsident und Mitglied des Föderalen Politischen Rats der politischen Partei „Patrioten Russlands“. Seit April 2006 ist er Vize-Präsident des Internationalen Festivals des islamischen Kinos „Goldener Minbar“.
Er ist Träger der Medaillen „Für Auszeichnung im militärischen Dienst“ 2. Grades und „Für den Bau der Baikal-Amur-Magistrale“. 2007 wurde dem von Nijasow geleiteten Islamischen Kulturzentrum Russlands der Status „gesellschaftlicher Flügel“ des Rats der Muftis Russlands verliehen.
Nijasow ist verheiratet und hat zwei Söhne.

## Tätigkeit im Rahmen des IKZR
Unter der Leitung von Nijasow arbeitet das IKZR eng mit den staatlichen Behörden, mit gesellschaftlichen Vereinigungen und den Massenmedien zusammen. Auf Drängen des IKZ Russlands wurden die Tage der islamischen Kultur russischer Tradition sowie zum ersten Mal islamische Sendungen wie „Alle Suren des Korans“ und „Tausend und ein Tag: eine Enzyklopädie des Islams“ in das Fernsehprogramm aufgenommen.
In den 1990er Jahren war das IKZ Russland aktiv beim Aufbau eines Haddsch-Systems in Russland, beim Bau von mehr als 70 Moscheen in verschiedenen Regionen des Landes und bei der Formierung einer Bildungsinfrastruktur beteiligt und wirkte auch bei der Vereinigung der islamischen Geistlichkeit zum Rat der Muftis Russlands mit, unter dessen geistlichen Verwaltung es bis heute tätig ist.
Durch die „Teilnahme an der Entwicklung des zwischen-konfessionellen und internationalen Dialogs und der Zusammenarbeit“ gelang es Nijasow, konstruktive Beziehungen islamischer Strukturen mit den traditionellen Konfessionen Russlands und vor allem der Russischen Orthodoxen Kirche aufzubauen. Unter der Leitung von Nijasow konnte das IKZ Russland außerdem gute Kontakte zum Vatikan, zum Dalai Lama und anderen religiösen Weltzentren schaffen. Während der letzten 20 Jahre fungierte Nijasow als Initiator zwischen-konfessioneller Treffen, Konferenzen und runder Tische, nahm an Programmen zur Zusammenarbeit verschiedener Gemeinschaften teil, wirkte bei Programmen zur „Bekämpfung des internationalen Terrorismus, Extremismus, Nationalismus, der wachsenden Islamphobie und Fremdenfeindlichkeit“ ebenso wie an der „Stabilisierung“ der Situation in der Tschetschenischen Republik mit.
Das IKZ Russland trat immer für die Vielseitigkeit der russischen Außenpolitik sowie für eine Ausgewogenheit der zwischenstaatlichen Zusammenarbeit Russlands sowohl mit dem Osten wie auch dem Westen ein. Diesem Prinzip folgend, wurde eine konstruktive Zusammenarbeit mit den größten islamischen internationalen Organisationen aufgebaut, zu denen die Organisation der Islamischen Konferenz, die Islamische Weltliga sowie die Islamische Weltmissionsgesellschaft gehören. Zu Beginn der 1990er Jahre regte Nijasow in seiner Eigenschaft als Vorsitzender des IKZ Russlands den Beitritt Russlands zur Organisation der Islamischen Konferenz (OIC) an, was seiner Meinung nach für Russland nicht nur einen strategischen, sondern auch wirtschaftlichen Vorteil darstelle. Dieser Vorschlag wurde von der islamischen Gemeinschaft des Landes breit unterstützt und dank des Fürworts des russischen Präsidenten Wladimir Putin erlangte Russland im Juni 2005 einen Beobachter-Status im OIC.
Sowohl Nijasow, wie auch das von ihm geführte Zentrum halten ständig geschäftliche Kontakte mit islamischen Gemeinschaften von mehr als 20 europäischen und 40 islamischen Ländern. Innerhalb von weniger als 19 Jahren hat das IKZ Russland mehr als zwei Dutzend großer internationaler Konferenzen und Foren, einige Dutzend runder Tische, Symposien und andere Veranstaltungen, die sowohl in Russland als auch in anderen Ländern auf breite Resonanz gestoßen sind, durchgeführt.
Während der letzten Jahre nahm das IKZR unter der Leitung von Nijasow direkt an solchen für die russische Umma wichtigen Projekten wie die Durchführung der internationalen Konferenz „Russland und die islamische Welt: Partnerschaft im Namen der Stabilität“ im September 2009, an der Vorbereitung des Konzepts eines islamischen Fernsehkanals, dessen Schaffung 2009 vom russischen Präsidenten Dmitri Medwedew 2009 angeregt wurde, wie auch am großen Projekt zur Vereinigung der zentralisierten geistlichen Strukturen der Muslime Russlands, welches den Segen aller drei Schlüsselfiguren der russländischen Muslime, des Vorsitzenden des Rats der Muftis Russlands, Rawil Gajnutdin, des Vorsitzenden der Zentralen geistlichen Verwaltung der Muslime Russlands, Talgat Tadschutdin, sowie des Vorsitzenden des Koordinationszentrums der Muslime des Nordkaukasus, Ismail Berdiew, empfing, teil.